# La santa (film)
La santa è un film del 2013 diretto da Cosimo Alemà, selezionato in premiere fuori concorso al Festival Internazionale del Film di Roma 2013.

## Trama
In un piccolo paese del Salento in cui lo Stato è assente, i cui abitanti sono generalmente di mentalità assai chiusa e tendenzialmente ostili verso i forestieri, arrivano quattro balordi (Agostino e Gianni, napoletani, Diego e Dante, fratelli romani) intenzionati a rubare la statua della patrona Santa Vittoria, i cui festeggiamenti ricorrono proprio in quei giorni. La notte prima del furto si svolge la processione: i quattro, convinti che si tratti di un lavoro facile e privo di complicazioni, studiano gli ultimi preparativi per il colpo. Improvvisamente, in seguito ad una discussione con i complici, Gianni si infastidisce e si allontana, recandosi in un bar dove fa la conoscenza di Chiara, una ragazza del posto che coltiva il desiderio di andarsene: benché Gianni menta sulla propria identità e sul perché si trovi lì, i due entrano immediatamente in sintonia e si recano a casa della ragazza, dove trascorrono la notte insieme. La mattina seguente, dopo aver messo a punto il piano, i malviventi si introducono nella chiesa, convinti che gli abitanti siano ancora a letto dopo la festa della sera precedente e che comunque non dovrebbero dar loro troppi problemi, e rubano la statua della santa. Compiuto il furto, i quattro si accingono a lasciare il paese, ma devono però fare i conti con la tanto inattesa quanto violenta ed ostinata reazione dei paesani che, superstiziosi e fanaticamente devoti alla santa, bloccano tutte le strade ed imbracciano i fucili, nel tentativo di fermare gli autori del furto e riprendersi la statua. Per sfuggire agli inseguitori armati, dopo aver affidato la statua a Dante, i quattro si dividono,con l'intenzione di riunirsi in seguito: Agostino si rifugia in una scuola cattolica adiacente alla chiesa, dove due suore sono intente a fare la catechesi a delle giovani ragazze, Gianni scappa tra gli uliveti ma viene ferito a una gamba con una fucilata, Diego si introduce in una casa e si nasconde in un ripostiglio, infine Dante trova rifugio presso il forno di Santino (un tipo solitario, non visto molto di buon occhio dai suoi compaesani), il quale, pur intuendo che l'uomo sia ricercato ed immaginandone il motivo, lo aiuta prima lasciandolo riposare e dandogli da mangiare e bere, poi indicandogli una strada sicura per abbandonare il paese. Gianni, dal canto suo, si rifugia in casa di Chiara, dove però con la scusa di essere visitato dal medico viene freddato senza pietà a colpi di pistola da alcuni degli inseguitori, senza che la ragazza possa impedirlo. Nel frattempo, Diego viene scoperto dalla padrona di casa, che uccide al culmine di una colluttazione, ed immediatamente dopo, sorpreso ed inseguito da alcuni ragazzi, scappa verso una cava, dove viene però raggiunto e pestato a morte con delle spranghe da alcune donne. All'interno della scuola, intanto, Agostino sequestra le suore, il parroco don Paolo e le ragazze, cui tiene un discorso sulla religione e sulla morale cattolica, per poi barricarsi insieme al sacerdote sul tetto della chiesa: entrato in confidenza con don Paolo, che promette di aiutarlo se si arrenderà, Agostino sembra tranquillizzarsi, ma di lì a poco viene colpito a morte con un colpo di fucile sparato dal tetto di una vicina abitazione. Unico ad essere ancora vivo ed in fuga, Dante apprende la notizia della morte di Diego e si reca alla cava, trovando il corpo del fratello esanime. Esausto ed emotivamente distrutto, al calare della sera si introduce furtivamente nella casa di Silvia, donna originaria di Roma ed anch'essa decisamente isolata rispetto agli altri abitanti del piccolo centro, che nell'atto di scoprirlo non fa una piega, ed anzi lo invita ad entrare per nascondersi e trascorrere la notte. I due, entrambi delusi dalle rispettive vite, si scoprono simili e finiscono per fare sesso. Tuttavia poco più tardi, nel ripostiglio di un sottolavabo dell'abitazione, Dante rinviene una statuetta della santa identica a quella in suo possesso e, fatto un rapido confronto, intuisce si tratti di quella autentica. Chiede subito spiegazioni a Silvia, ed apprende che, la notte prima del furto compiuto da lui con i complici, lei e Chiara avevano provveduto a sostituire la statuetta originale con un falso appositamente commissionato, con l'intenzione di scappare per sempre dal paese e rifarsi una vita altrove con i soldi ricavati dalla vendita del prezioso simulacro. La mattina seguente, di buon'ora, Silvia e Dante si recano insieme alla fermata dell'autobus intenzionati a fuggire insieme, con due borse contenenti sia l'originale che il falso, e qui incontrano anche Chiara. Tra quest'ultima e l'uomo nasce una accesa discussione, che finisce per coinvolgere anche Silvia. Attirati dalle voci concitate dei tre, due uomini armati di fucile da caccia riconoscono in Dante uno dei ladri della statuetta e gli sparano: facendosi dapprima scudo di Silvia, colpita all'addome ed uccisa, Dante tenta una disperata fuga, ma viene a sua volta raggiunto da un colpo nella schiena che lo fredda all'istante. Approfittando della confusione, Chiara prende una delle borse e sale sull'autobus che passa proprio in quel momento, ma poco dopo aver preso posto si accorge che si tratta della borsa sbagliata, perché contenente la falsa statuetta, e scoppia a piangere disperata. Nel frattempo, gli abitanti del paese provvedono a radunare in piazza, proprio dinanzi alla chiesa, i corpi senza vita di Agostino, Gianni, Diego e Dante, felici di aver "ristabilito la giustizia" e di essersi riappropriati della statua di santa Vittoria.

## Produzione
Il film è stato girato a Specchia, in Puglia.
Della colonna sonora fanno parte due pezzi del gruppo darkwave romano Der noir.